# Eremo della memoria

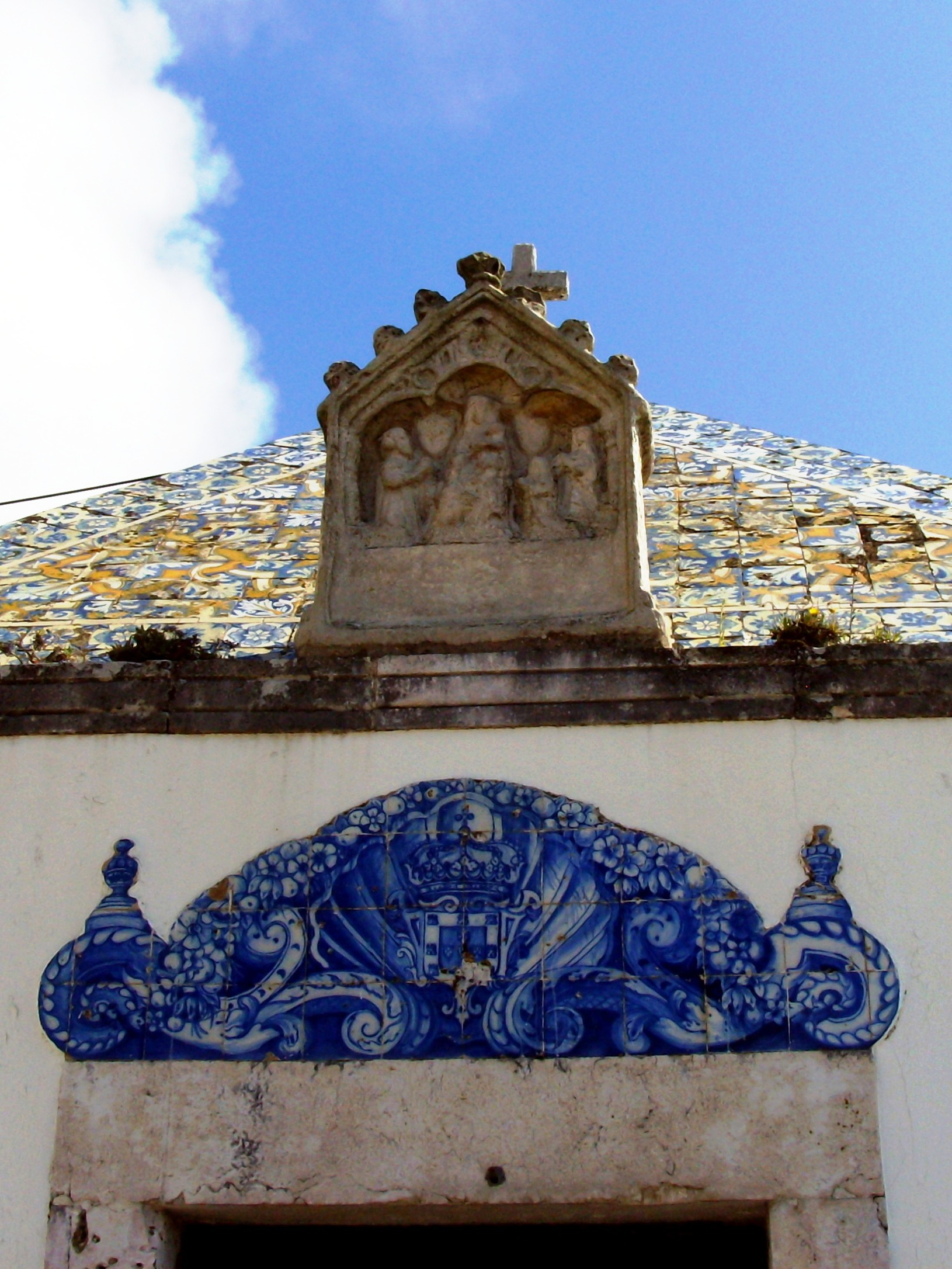
Eremo della memoria: dettaglio.

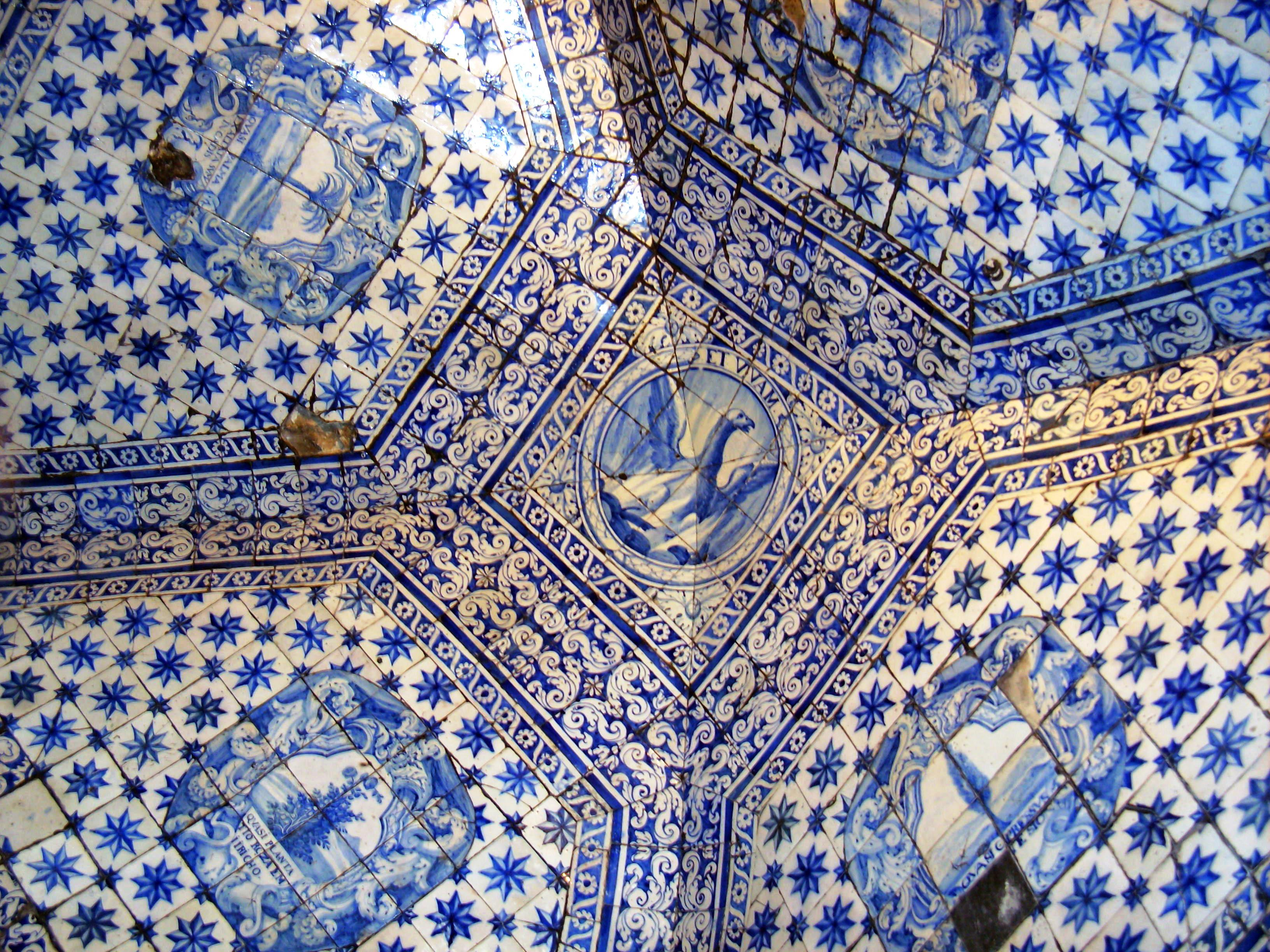
Eremo della memoria: mosaico all'interno della cupola inferiore.

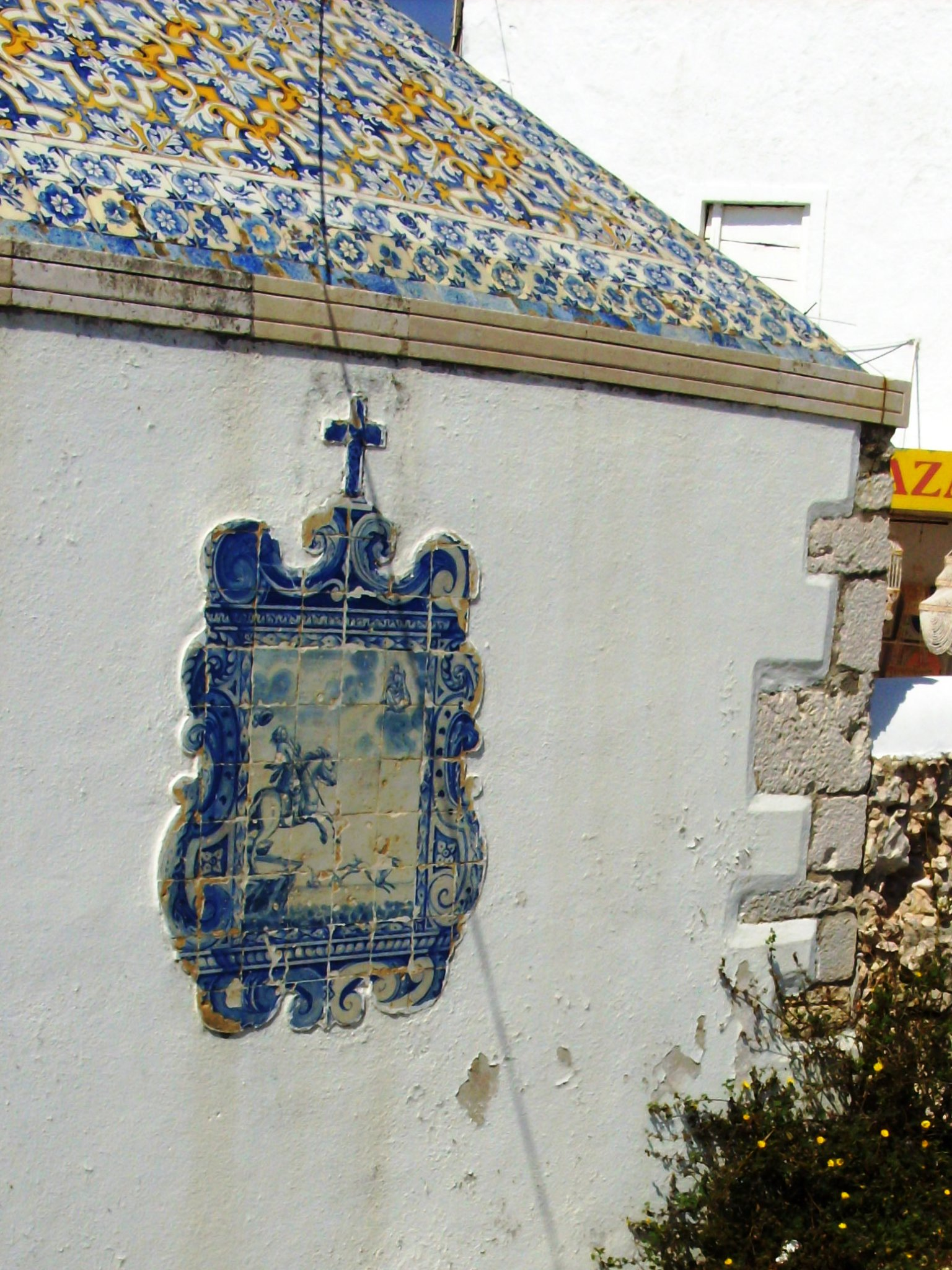
Eremo della memoria: prospetto sud con pannello di piastrelle.

L'Eremo della memoria (in lingua portoghese Ermida da Memória), si trova nel Sítio da Nazaré, nel villaggio di Nazaré, nel distretto di Leiria, in Portogallo.

## Storia
La cappella fu eretta nel 1182 sopra una grotta dove, durante il periodo del dominio musulmano, c'era l'immagine di una Vergine Nera - Nossa Senhora da Nazaré - nell'atto di allattare al seno in Bambino Gesù, immagine poi trasferita nel Santuario di Nostra Signora di Nazaré.
La sua costruzione è legata alla figura di Don Fuas Roupinho e all'episodio della Leggenda di Nazaré. Ha una struttura a forma di un semplice portico, con lati aperti con archi.

## Descrizione
L'edificio ha una pianta quadrata e un tetto a forma di piramide. 
All'esterno, i lati della cappella sono lunghi quattro metri e mezzo e l'altezza è di tre metri fino all'inizio della piramide. 
Sulla porta c'è un pannello di piastrelle con lo Stemma del Portogallo inciso all'interno di una conchiglia. Sopra la porta, c'è un'edicola in pietra con decorazioni gotiche, della fine del XIV secolo, dove è scolpita l'immagine di Nossa Senhora da Nazaré in bassorilievo. L'immagine è fiancheggiata da tre figure inginocchiate, ed è gravemente danneggiata dall'azione del tempo. 
Sulla parete sud, sopra la scogliera, un altro pannello di piastrelle ricorda il miracolo a Don Fuas. 
Il tetto piramidale è completamente piastrellato e, all'apice, ha una croce di pietra. 
L'interno della cappella è diviso su due piani, dove le pareti e le volte vennero ricoperte di piastrelle, a partire dall'inizio del XVIII secolo. Al piano superiore si trova un altare con piastrelle risalenti al 1702. Sulle pareti laterali ci sono due grandi lastre con scritte sulla storia dell'immagine. La volta piramidale ha un pannello quadrato al centro con la rappresentazione della Fenice, che simboleggia la speranza della vita dopo la morte, con la didascalia "ET VIVAM" che può essere tradotta in "Viviamo così". I lati della piramide hanno quattro pannelli, intarsiati in epoche successive, dipinti con una rosa, una palma, un cedro, un cipresso e versi biblici dedicati alla Vergine Maria, nei quali le caratteristiche di queste piante sono confrontate con le virtù della Vergine. 
Il piano inferiore, con una piccola finestra sulla strapiombo, è coperto da una volta con un pannello che rappresenta il miracolo di Don Fuas e dà accesso all'ingresso della grotta dove venne conservata l'immagine di Nossa Senhora da Nazaré, dal 711 al 1182, anno della costruzione della cappella sopra la grotta. Questa fu poi chiusa e dimenticata nel corso dei secoli.

## La grotta di Nazaré
Alla fine del XVI secolo, padre Bernardo de Brito trovò nell'anagrafe del Monastero di Alcobaça una copia della donazione territoriale fatta da Don Fuas Roupinho a Nossa Senhora da Nazaré, datata 1182, dove si diceva che esistesse una grotta sotto la cappella. I religiosi si recarono quindi a Sítio da Nazaré, con l'aiuto di altri devoti e, insieme, scavarono il seminterrato della cappella, dove scoprirono la grotta, che da allora divenne visibile. 
Secondo una tradizione locale, nell'antichità accadeva a diverse persone di avventurarsi troppo all'interno della grotta e scomparire. Per chiarire questo mistero, un sacerdote si offrì volontario di entrare nella grotta, legato a una lunga corda e accompagnato dal suo cane, ma nonostante ciò, non tornò mai più indietro. Per questo motivo, venne costruito un muro per impedire l'accesso alla parte più remota della grotta e alcune sbarre vennero poste all'ingresso. 
Al giorno d'oggi i visitatori possono vedere solo l'ingresso della grotta, sulla quale è presente una nicchia in cui è esposta una replica dell'immagine della Senhora da Nazaré.